# Tambun (Bandar Petalangan)
Tambun is een bestuurslaag in het regentschap Pelalawan van de provincie Riau, Indonesië. Tambun telt 696 inwoners (volkstelling 2010).